# Mierasaurus
Mierasaurus (podle španělského průzkumníka a vědce z 18. století jménem Bernardo de Miera y Pacheco) byl rod středně velkého sauropodního dinosaura ze skupiny Titanosauriformes (klad Turiasauria), který žil v období spodní křídy (geol. stupeň barrem až apt), asi před 137 až 124 miliony let, na území dnešního Utahu v USA (geologické souvrství Cedar Mountain, člen Yellow Cat). Získány byly početné lebeční i postkraniální fragmenty kostí ze dvou koster. Druhové jméno dinosaura odkazuje k badateli Robertu Youngovi, který na této lokalitě prováděl výzkum kolem roku 1960.

## Zařazení
Tento sauropod z kladu Turiasauria byl příbuzný například většímu evropskému druhu Turiasaurus riodevensis, známému ze svrchní jury Španělska. Sesterským druhem pak byl Moabosaurus utahensis. Do této skupiny pak zřejmě patřily ještě rody Losillasaurus a Zby z Portugalska.